# Slot Biebrich
Slot Biebrich is een slot in Biebrich (stadsdeel van Wiesbaden) in de deelstaat Hessen in Duitsland dat in 1702 door George August Samuel van Nassau-Idstein werd gebouwd aan de Rijnoever.
Thans huisvest het diverse administratieve diensten.
Het park is vrij toegankelijk